# Ambu Island
Ambu Island är en ö i Indien.   Den ligger i delstaten Maharashtra, i den västra delen av landet, 1 100 km söder om huvudstaden New Delhi.
Terrängen på Ambu Island är mycket platt.